# بازاریابی شبکه‌ای
بازاریابی شبکه‌ای (به انگلیسی: Network Marketing) یا فروش هرمی (به انگلیسی: Pyramid Selling) یا بازاریابی چندسطحی (به انگلیسی: Multi-level Marketing) با نام اختصاری اِم‌اِل‌اِم (به انگلیسی: MLM)، نوعی شیوه فروش است که در آن کمپانی‌ها محصولات و کالاهای خود را بدون تبلیغات و بدون واسطه به فروش می‌رسانند، و مشتریان پس از خرید در صورت تمایل می‌توانند محصولات کمپانی را بازاریابی کنند و سود بگیرند. درآمد در بازاریابی شبکه‌ای هم در ازای فروش مستقیم کالا و هم در ازای فروش از طریق زیرمجموعه کسب می‌شود.
در بازاریابی شبکه‌ای، طرح پاداش معمولاً بر دو جریان درآمدی احتمالی پرداخت می‌شود. اولی بر اساس پورسانت فروش از طریق فروش مستقیم محصول یا خدمات و دومی بر اساس پورسانت فروش‌های عمده دیگر فروشندگان است که توسط شرکت‌کننده برای فروش محصول استخدام شده‌اند. در سازمان سلسله‌مراتبی شرکت‌های ام‌ال‌ام، به شرکت‌کنندگان استخدام‌شده یک شخص، پایین‌رده (انگلیسی: downline) آن شخص گفته می‌شود.
بنابراین، از فروشندگان شبکه‌ای انتظار می‌رود مستقیماً به مصرف‌کنندگان کاربر نهایی از طریق بازاریابی ارجاعی و فروش دهان‌به‌دهان محصولات را بفروشند، اما مهم‌تر از آن، در شرکت‌ها آن‌ها تشویق می‌شوند که دیگران را برای الحاق به چرخهٔ توزیع به عنوان فروشنده استخدام کنند که بعدتر به عنوان توزیع‌کنندگان پایین‌رده معرفی شوند. با توجه به گزارشی که مدل تجاری ۳۵۰ شرکت ام‌ال‌ام در ایالات متحده آمریکا را بررسی کرد و در وبگاه کمیسیون تجارت فدرال منتشر شد، ۹۹٪ افراد عضو شرکت‌های ام‌ال‌ام، ضرر مالی می‌کنند. با این وجود، شرکت‌های ام‌ال‌ام به عملکرد خود ادامه می‌دهند چون افراد رده‌پایین ترغیب می‌شوند که باور کنند می‌توانند بازدهی مالی خوبی دریافت کنند، در حالی که بر نامحتمل بودن آماری این امر تأکید نمی‌شوند. شرکت‌های ام‌ال‌ام در برخی از حوزه‌های قضایی به‌عنوان گونه‌هایی از طرح‌های هرمی سنتی غیرقانونی شده‌اند یا به‌طور دقیق تحت نظارت قرار گرفته‌اند.

## تاریخچه

- ایده اساسی درآمدزایی بازاریابی شبکه‌ای از فرمول تصاعد گرفته شد، که در سده ششم ق. م. توسط فیثاغورس و در سده سوم ق.م. توسط اقلیدس در کتاب معروف «مقدمات» به جهان معرفی شد.
- اولین بار، یک شرکت دوچرخه‌سازی در روسیه از این ایده استفاده کرد و برنامه‌ای ترتیب داد که مشتریان با پرداخت ۱۰ روبل به جای ۵۰ روبل صاحب دوچرخه شوند اگر چهار مشتری دیگر نیز معرفی کنند؛ ولی فروش کمپانی به‌سرعت رو به اشباع رفت.[۱۴] در روسیه به آن «شرکت بَهمنی» و در فرانسه به آن «گلوله برفی» لقب دادند و صد در صد تقلب و کلاهبرداری تلقی شد. از آن پس، سیاستمداران، اقتصاددانان و جامعه شناسان زیادی به دنبال پیدا کردن راهی بودند که از این ایده به نفع همه استفاده کنند.
- اولین کمپانی که به‌طور رسمی فعالیت بازاریابی چند سطحی را در سال ۱۹۳۰ آغاز کرد، کمپانی ویتامین کالیفرنیا بود که نام خود را در سال ۱۹۳۹ به نوترالایت تغییر داد و امروزه محصولات خود را از طریق کمپانی ام‌وی به فروش می‌رساند.[۱۵][۱۶][۱۷]

## تفاوت با شرکت‌های هرمی
به گفتهٔ کمیسیون تجارت فدرال آمریکا (FTC)، شرکت هرمی شرکتی‌ست که به اعضایش حق کمیسیون می‌دهد تا افراد جدید را وارد کنند. شرکت‌های هرمی محصولی را نمی‌فروشند و پول‌های مشتریان را در یکجا جمع می‌کنند و با آن کاری انجام نمی‌دهند. این شرکت‌ها در اکثر کشورهای دنیا از جمله ایران غیرقانونی هستند؛ چون در ازای جذب افراد پول می‌دهند به‌طور اجتناب‌ناپذیر فرو خواهند پاشید و وقتی هرم فروپاشی کند، به جز عده‌ای که در بالای هرم هستند همه دست خالی می‌مانند یا به عبارتی پول خود را می‌بازند.
FTC می‌گوید داشتن محصول، قانونی بودن شرکت را تعیین نمی‌کند. بعضی از شرکت‌های هرمی برای رد گم کردن، استراتژی خود را بازاریابی چندسطحی معرفی کرده و محصولی را در پلان خود قرار می‌دهند ولی چون هدفشان فروش محصول نیست، قیمت آن بسیار بالاتر از بازار آزاد خواهد بود، یا اینکه دریافت محصول در آن شرکت‌ها مشروط به فعالیت در پلان تجاری‌شان است که برای کسانی‌که نمی‌خواهند یا نمی‌توانند مشتری پیدا کنند، پول از دست می‌رود. دو مشخصه بارز کمپانی‌های هرمی:
- انبار کردن کالا

کمپانی مشتریان را وادار می‌کند که تعداد هر چه بیشتری کالا (عموماً با قیمت بسیار بالایی) بخرند تا درآمد بیشتری داشته باشند، حتی اگر نتوانند آن کالاها را به مصرف برسانند. در این صورت افراد رأس هرم سود هنگفتی می‌کنند در حالیکه محصول چندانی را به بازار ارائه نکرده‌اند و محصولات در زیرزمین‌ها انبار شده‌اند.
- عدم خرده فروشی (فروش جزء به مردم)

به دلیل کیفیت پایین محصولات و هزینهٔ بالای آنها، در اغلب شرکت‌های هرمی محصولات فقط بین اعضای داخل هرم توزیع می‌شود، نه بین مردم عادی بیرون از هرم.

## شرکت‌های تخلف‌کننده
شرکت‌های متعددی وجود داشته‌اند که بعد از سال‌ها فعالیت تحت عنوان بازاریابی شبکه‌ای متهم به ترفند هرمی، کلاهبرداری و جرائم دیگر شده‌اند. عمده شناسایی چنین جرایمی توسط اف‌تی‌سی، اس‌ایی‌سی و وزارت دادگستری آمریکا صورت می‌گیرد. از جمله این شرکت‌ها می‌توان به موارد زیر اشاره کرد:

### هربالایف
کمیسیون فدرال تجارت در سال ۲۰۱۶، هربالایف را متهم به استفاده از مدل هرمی کرد. متن اعلامیه این کمیسیون شامل این جمله بود که «کسب درآمد به‌واسطه فروش محصولات هربالایف تقریباً غیرممکن است.» هربالایف در نهایت جریمه‌ای ۲۰۰ میلیون دلاری پرداخت و وعده‌داد ساختار تجاری هرمی خود را تغییر دهد. هربالایف در سال ۲۰۱۹، به دلیل گمراه‌کردن سرمایه‌گذاران، جریمه‌ای ۲۰ میلیون دلاری به کمیسیون بورس و اوراق بهادار آمریکا پرداخت کرد.

### ادووکر
کمیسیون فدرال تجارت در سال ۲۰۱۹ اعلام کرد مدل تجارت ادووکر براساس ترفند هرمی بوده‌است. این شرکت جریمه‌ای ۱۵۰ میلیون دلاری پرداخت کرد.

### نکسیام
نکسیام یک شرکت بازاریابی شبکه‌ای بود که به برده‌داری جنسی، قاچاق انسان و اخاذی متهم‌شد. کیت رانیر، بنیان‌گذار این شرکت در سال ۲۰۱۹ به جرم قاچاق جنسی انسان و اخاذی به ۱۵ سال حبس محکوم گردید.

### ویما
کمیسیون فدرال تجارت در سال ۲۰۱۵ افشا کرد که شرکت بازاریابی شبکه‌ای ویما از ترفند هرمی استفاده می‌کرده‌است و اساس تجارت آن سوءاستفاده از جوانان بوده‌است. این شرکت در نهایت توسط FTC بسته‌شد.

## اشباع
با در نظر گرفتن مسئله تصاعد و رشد نمایی تعداد زیرشاخه‌های هر نفر می‌توان به سرعت تعداد زیادی مشتری و در واقع تعداد زیادی فروشنده جذب کرد اما در جهان واقعی این امر ممکن است؟ اگر تعداد زیرشاخه‌های هر نفر را ۴ نفر در نظر بگیریم و نفر اول ده لایه زیرشاخه داشته باشد به رقم باور نکردنی یک میلیون نفر می‌رسیم. آیا یک شرکت بازاریابی با حوزه محدود کاری و محصولات تخصصی می‌تواند یک میلیون بازاریاب داشته باشد؟ مسئله‌ای که در این مورد شرکت با آن روبه رو می‌شود مسئله اشباع بازار است. پس از مدتی بازاریاب‌های جدید که قصد دارند زیرشاخه بگیرند با افرادی روبه رو می‌شوند که یا قبلاً عضو شده‌اند یا قبلاً به آن‌ها پیشنهاد داده شده و مورد توجه آن‌ها قرار نگرفته. در این زمان جذب عضو جدید و فروشنده اضافی برای اعضای جدید ممکن نیست و مجموعه با اشباع و رکود مواجه می‌شود.
برخی شرکت‌های بازاریابی شبکه‌ای و بازاریاب‌های فعال مدعی هستند که این اتفاق هرگز نمی‌افتد اما اشباع در بازاریابی چند سطحی حتمی است.
ماهیت بازاریابی شبکه‌ای باعث می‌شود این ماشین زیر وزن خودش له شود. اما چگونه؟ بازاریابی شبکه‌ای با وعده موفقیت و داشتن زیرمجموعه‌های پرتعداد برای هر توزیع‌کننده اقدام به کار می‌کند. فرض کنید همه چیز خوب پیش رود و فروشنده‌ها روز به روز بیشتر شوند. وقتی تعداد فروشنده‌ها به واسطه افزایش نمایی و تصاعدی به حالت نهایی خود برسد دیگر بازاریابی برای استخدام موجود نخواهد بود. حال شرکت با انبوهی از فروشندگان رو به رو است که قصد دارند محصولات را به خریداران عرضه کنند اما کدام خریدار؟ خود خریداران تبدیل به فروشنده شده‌اند. دیگر در سمت خریدار کسی نمانده و همه قصد فروش دارند. در این حالت حجم عظیم عرضه و میل بالای فروشندگان به عرضه کالا و اشباع بازار باعث ضرر گسترده توزیع کنندگان رده پایین می‌شود.

## قانونی بودن بازاریابی شبکه‌ای

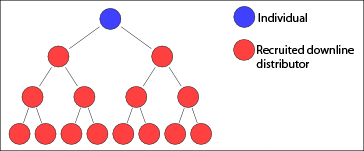
الگوی درخت دودویی در بازاریابی شبکه‌ای

در حال حاضر، قوانین و مقررات فعالیت در شرکت‌های بازاریابی شبکه‌ای در اکثر کشورها معین شده‌اند؛ ولی هیچ ارگان مشخصی وجود ندارد که مشخص کند یک کمپانی خاص هرمی یا شبکه ایِ قانونی است. اما در ایران، قانونی یا غیرقانونی بودن یک شرکت بازاریابی شبکه‌ای را وزارت صنعت، معدن و تجارت مشخص می‌کند.
از نگاه FTC, BBB, AG هر کمپانی که بیشتر به جذب بازاریاب می‌پردازد تا فروش محصول به مردم عادی، هرمی و غیرقانونی است.

## بازاریابی شبکه‌ای از دیدگاه دینی
طبق بررسی و نظر شورای نگهبان، بازاریابی شبکه‌ای بر خلاف دین نمی‌باشد
عضو فقهای شورای نگهبان ابراز داشت: این بازاریاب کسی است که می‌خواهد چیزی را بفروشد و مسئله این که در صندوق‌ها و شرکت‌های هرمی صرفاً اسمی می‌نویسند و مسئله فروش در کار نیست و فقط به کسی که عضو صندوق می‌شود پول بدهند نیست بلکه می‌خواهد بفروشد در ادامه آمده به نحوی که در بازاریاب به معرفی بازاریاب دیگر به عنوان زیرمجموعه با ایجاد گروه فروش چند سطحی موجب گسترش و افزایش فروش شود، مسئله فروش است.
وی عنوان کرد: کسی شکایت کرد که این اکل مال به باطل است اما این مسئله فروش محسوب شده و اکل مال به باطل نیست، بند «ج» آیین‌نامه بازاریابی شبکه‌ای می‌گوید بازاریاب هر شخصی که خارج از شرکت بازاریابی شبکه‌ای از طریق فروش محصولات به مصرف‌کننده با حمایت و آموزش بازاریابان زیرمجموعه بابت گسترش و افزایش فروش شرکت پاداش یا کمیسیون می‌گیرند، اینجا مسئله خرید و فروش بوده و اسم نوشتن در صندوق‌ها نیست، ما این را گفتیم اشکال ندارد این کاری نیست که در شرکت‌های هرمی انجام می‌شود.
استاد درس خارج حوزه علمیه قم خاطرنشان کرد: در سؤال دیگری که دربارهٔ دستورالعمل نحوه فعالیت و نظارت بر شرکت‌ها است به دستورالعمل ایراد شده و ماده یک این دستورالعمل هم دربارهٔ نحوه فروش است، مجوز فعالیت که می‌خواهد به شرکت‌ها داده شود مجوزی است که از سوی دبیرخانه تعیین شده برای شروع به فعالیت شرکت بازاریابی جدید داده می‌شود در این کاری که این شرکت می‌کند دستورالعمل کیفیت فروش است، در آیین‌نامه آمده شرکت بازاریابی شرکتی است که به روش تعریف شده برای عرضه کالای خود اقدام می‌کند یعنی می‌خواهد بفروشد نه این که صندوق در شرکت‌های هرمی باشد.
وی اضافه کرد: ما این مسئله را بر اساس اصل ۴ قانون اساسی بررسی کردیم، این‌گونه نیست که فقها در این مسئله فتوا داده باشند که بگویند فقها نباید فتوا دهند، ما طبق اصل صریح ۴ قانون اساسی قوانین و مقررات را بررسی کنیم، نمی‌توانیم خلاف قانون انجام دهیم، چیزی که بررسی کردیم مربوط به شرکت‌های هرمی نیست بلکه مربوط به خرید و فروش است، در نظارت‌ها بررسی می‌شود که اگر به جایی اجازه فعالیت داده شده و آنگونه که باید عمل نشده باشد کنار گذاشته می‌شود.
- ناصر مکارم شیرازی: «به دو دلیل این نوع فعالیت‌های مرموز اقتصادی مشروع نیست: دلیل اول اکل مال به باطل: گرفتن پورسانت از بازاریاب‌های مع الواسطه یا سطح دوم به بعد اکل مال به باطل محسوب می‌شود، که به تصریح قرآن مجید (وَلَا تَأْکُلُوا أَمْوَالَکُمْ بَیْنَکُمْ بِالْبَاطِلِ) حرام است. دلیل دوم قاعده لاضرر مقتضای قاعده لاضرر، این است که هرگونه ضرر زدن به خود و دیگران مجاز نیست. این قاعده دلیل دیگری بر، حرمت فعالیت شرکت‌های هرمی و شبکه‌ای است زیرا هنگامی که ۹۰درصد و گاه بیشتر و حتی در برخی موارد ۹۹درصد اعضای شرکت گرفتار ضرر و خسران می‌شوند و تنها گروه اندکی که در رأس قاعده قرار دارند سود می‌برند، بر حاکم شرع لازم است مانع فعالیت چنین شرکت‌هایی شود؛ یعنی برفرض که طبق عناوین اولیه شرکت‌های فوق مشکلی نداشته باشند، طبق عنوان ثانوی لاضرر کار آن‌ها حرام است.»[۳۹]
- حسین وحید خراسانی: «بازار یابی شبکه‌ای بنابر احتیاط واجب صحیح نیست و در این احتیاط واجب نمی‌توانید به کسی دیگر رجوع نمائید.»[۴۰]
- سید محمد حسینی شاهرودی: «بسمه تعالی؛ ماهیت معاملات یاد شده معلوم نیست.»[۴۱]
- سید محمدعلی علوی گرگانی: «بسمه تعالی؛ بازاریابی شبکه‌ای به دو صورت متصور است یک حالت آن است که فردی زیر مجموعه‌ای برای خود معرفی می‌کند و بابت خرید آن زیر مجموعه سودی می‌گیرد اما نظارت و مشاوره و آموزش خاصی نمی‌دهد که این سود حرام است و یک حالت آن است که بر کار زیر مجموعه نظارت و آموزش و مشاوره خاص دارد به گونه‌ای که دریافت سود بابت این زحمات است و حقیقتاً این زحمات در جامعه به گونه‌ای است که در قبال ان پول قرار داده می‌شود این عمل حلال است البته غالباً این‌گونه محقق نمی‌شود. ضمناً مجوزهای حکومتی لزوماً با کسب اجازه از مراجع نیست یا بعضاً با اجازه از یک مرجع یا رهبری است و لذا هر فردی باید ابتدا نظر مرجع خود را در نظر بگیرد و مجوزهای قانونی به معنای شرعیت یک عمل در نزد تمام مراجع نیست.»[۴۲]
- احمد جنتی (دبیر شورای نگهبان): " بند ب و ج ماده (۱) آیین‌نامه اجرایی چگونگی صدور و تمدید پروانه کسب و نحوه نظارت بر افراد صنفی در فضای مجازی و ماده (۱) دستورالعمل تأسیسی و نحوه فعالیت و نظارت بر شرکت‌های بازار یابی شبکه‌ای "" با قاعده فقهی " اکل مال به باطل " مغایر است و خلاف موازین شرع شناخته نشد. .[۴۳]
- سید علی خامنه‌ای: چنانچه آیین‌نامه مزبور از نظر شورای محترم نگهبان مورد تأیید باشد، فعالیت اقتصادی بر طبق آن فی نفسه اشکال ندارد.[۴۴]

## پایداری شرکت‌های شبکه‌ای
به گفتهٔ ریچارد پو در کتاب موج چهارم، قدرت کمپانی‌های شبکه‌ای در پنج سال اول کاری مشخص می‌گردد. یک کمپانی در ۲ سال اول فعالیت خود، بیش از ۵۰٪ احتمال شکست دارد و کمپانی که ۵ سال به تعهدات خود عمل کند، احتمال شکستش به ۱٪ خواهد رسید.
به گفتهٔ مقاله‌ای ازیواس‌ای تودی، برای بازاریاب‌های ام‌وی، پول درآوردن از بازاریابی چند سطحی بسیار سخت است، اگر نگوییم غیرممکن است.

## راهکار پیشنهادی FTC پیش از ورود
بهتر است پیش از ورود به بازاریابی شبکه‌ای، موارد زیر انجام شود:
- گرفتن سابقه کمپانی
- تحقیق دربارهٔ محصولات
- پرسش و پاسخ دربارهٔ برنامه و موفقیت
- کشف مرزها و محدودیت‌ها
- ارتباط برقرار کردن با بالا سری‌ها و گرفتن نشانی و شماره تلفن
- مشورت گرفتن از وکیل یا مشاور حقوقی که در سیستم نباشد (ذینفع نباشد و در واقع بی‌طرف باشد و گمراهتان نکند)
- زمان بگذارید. سریع تصمیم نگیرید و قرارداد نبندید تا مدتی فکر کنید.
- ببینید که این کار اصلاً به درد شما می‌خورد؟ با بالاسری‌ها دربارهٔ وقت گذاشتن و هزینه‌های جانبی بپرسید.[۴۶][۴۷]
- تحقیق زیاد و توجه به مشکوک بودن اصرار بیش از حد آشناکنندگان برای عضویت سریع شما
- گول حرف‌های رؤیایی دیگران را نخوردن و عاقلانه فکرکردن به اصل موضوع
- کسب اطلاعات دربارهٔ بازار محصولات شرکت